# Autostreptus chilensis
Autostreptus chilensis är en mångfotingart som först beskrevs av Paul Gervais 1847.  Autostreptus chilensis ingår i släktet Autostreptus och familjen Spirostreptidae. Inga underarter finns listade i Catalogue of Life.